# ایستگاه والتامستو سنترال
ایستگاه والتامستو سنترال (انگلیسی: Walthamstow Central station) یکی از ایستگاه‌های خط ویکتوریا متروی لندن (زیرزمینی) و خط لی والی (زمینی) است.
این ایستگاه که در تاحیه والتامستو قرار دارد در سال ۱۸۶۹ میلادی تأسیس شده است.

## خط ویکتوریا (متروی زیرمینی لندن)

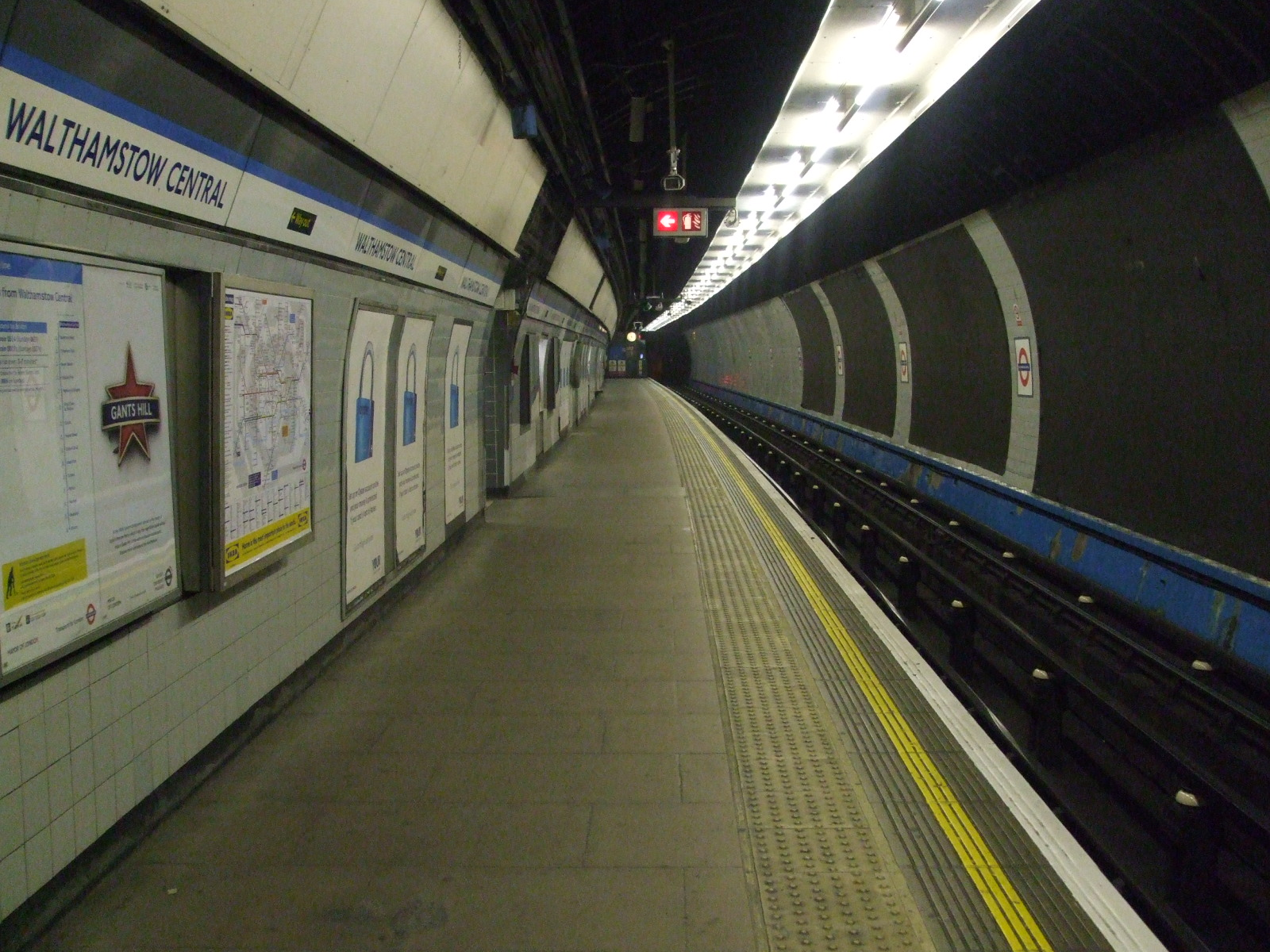
North Victoria line platform looking West towards central London
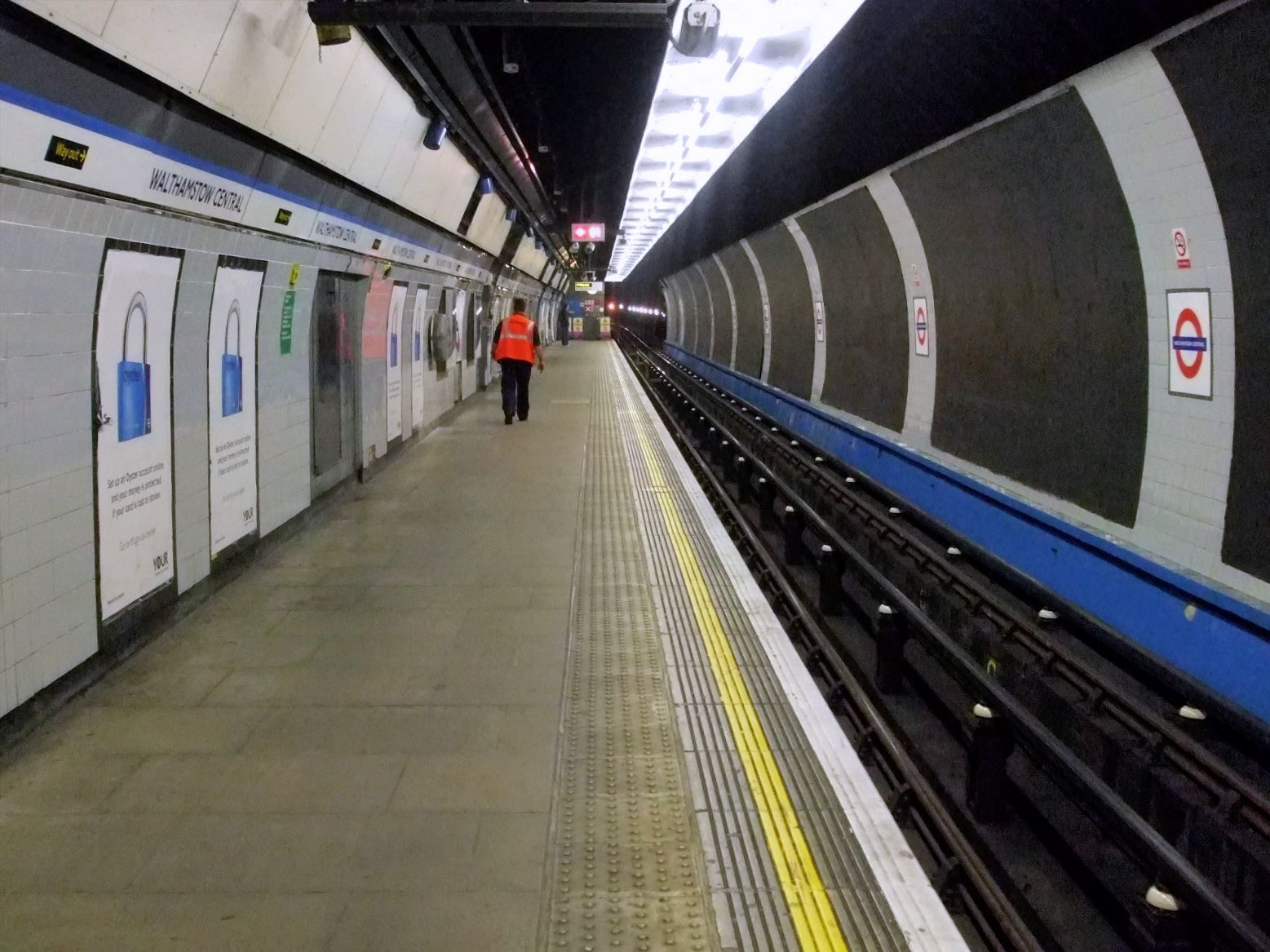
South Victoria line platform looking East towards the buffer
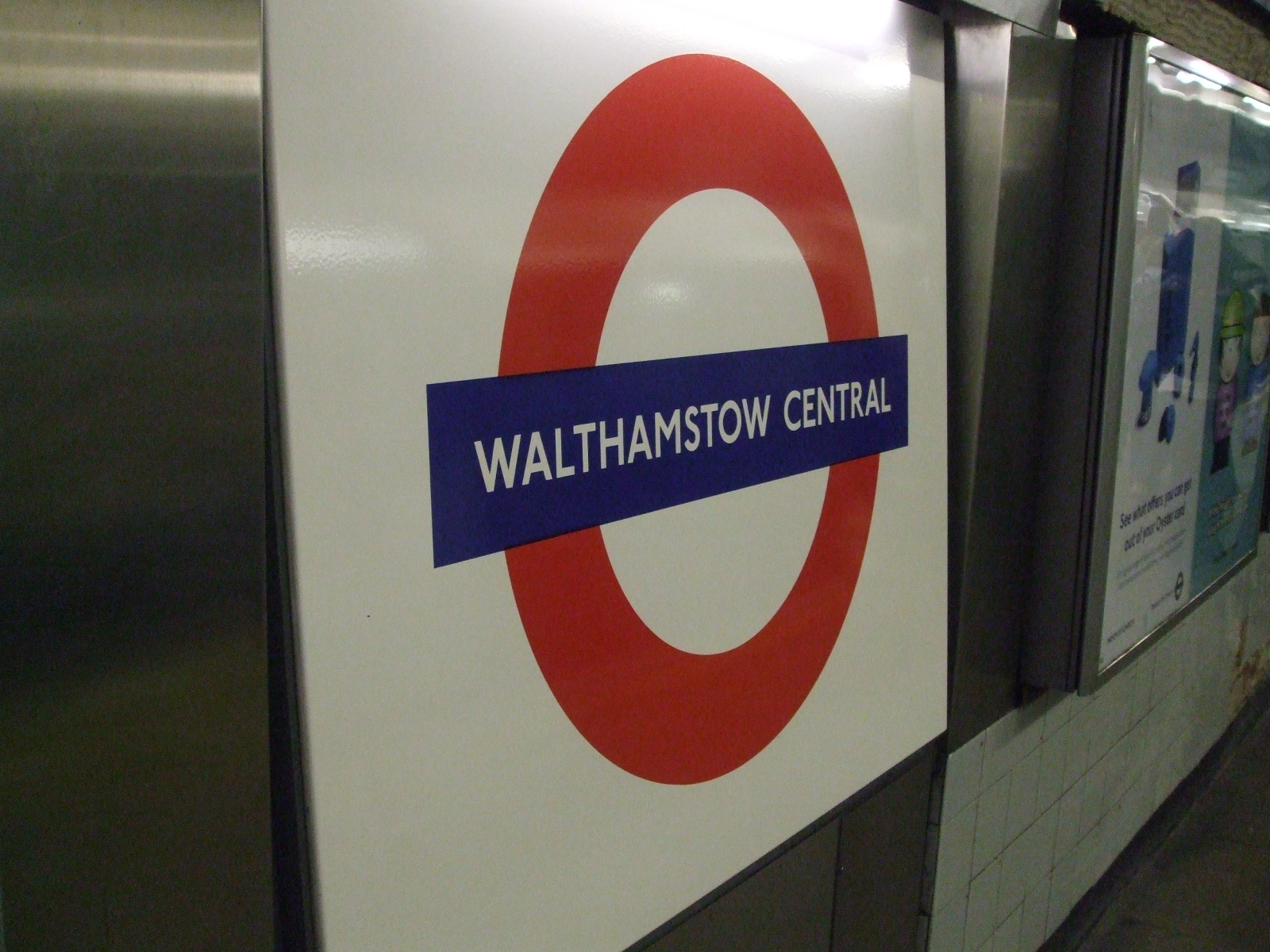
Victoria line platform roundel

## خط لی والی (متروی زمینی لندن)

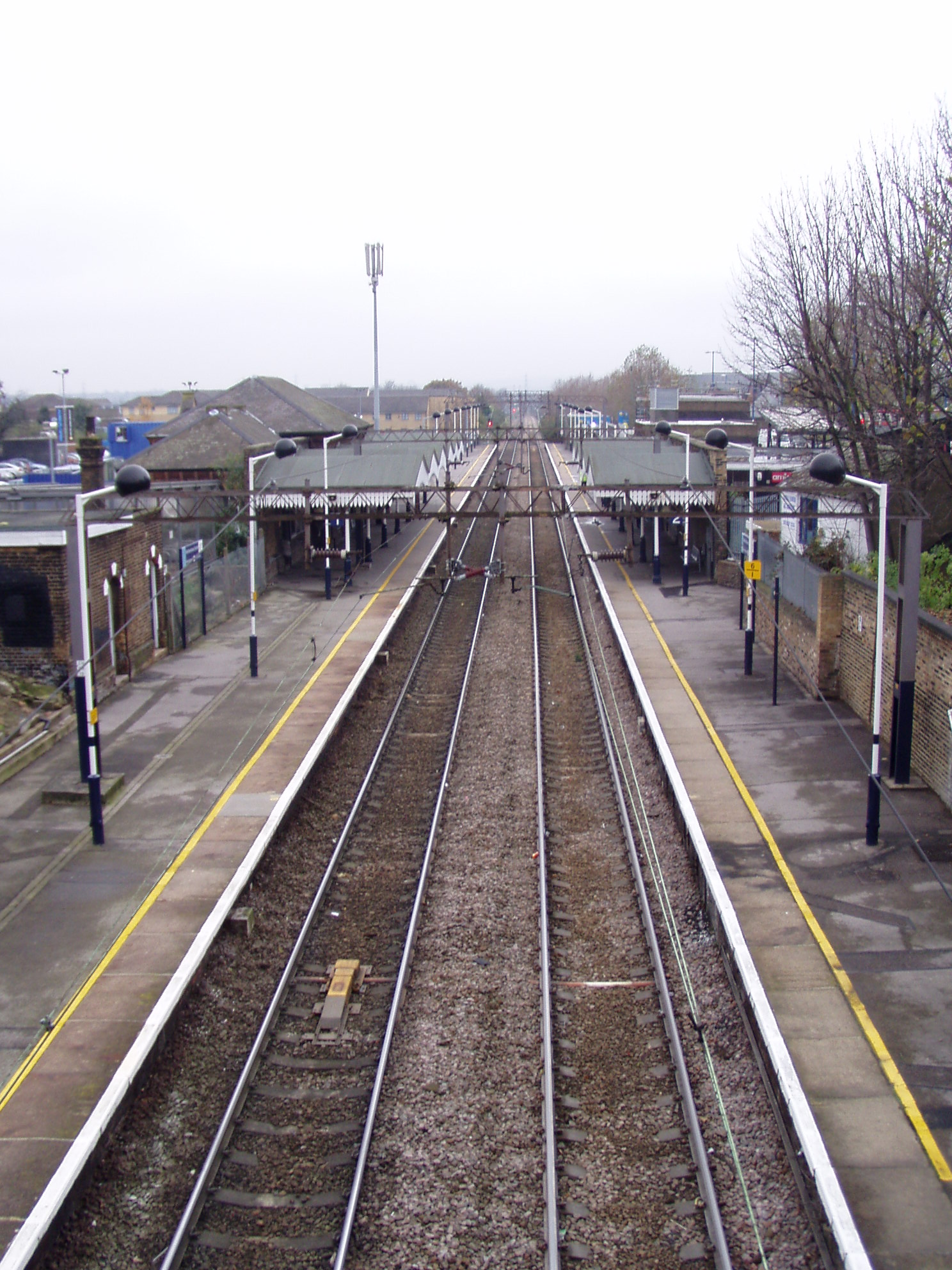
Walthamstow Central railway station viewed west from the A112 overbridge
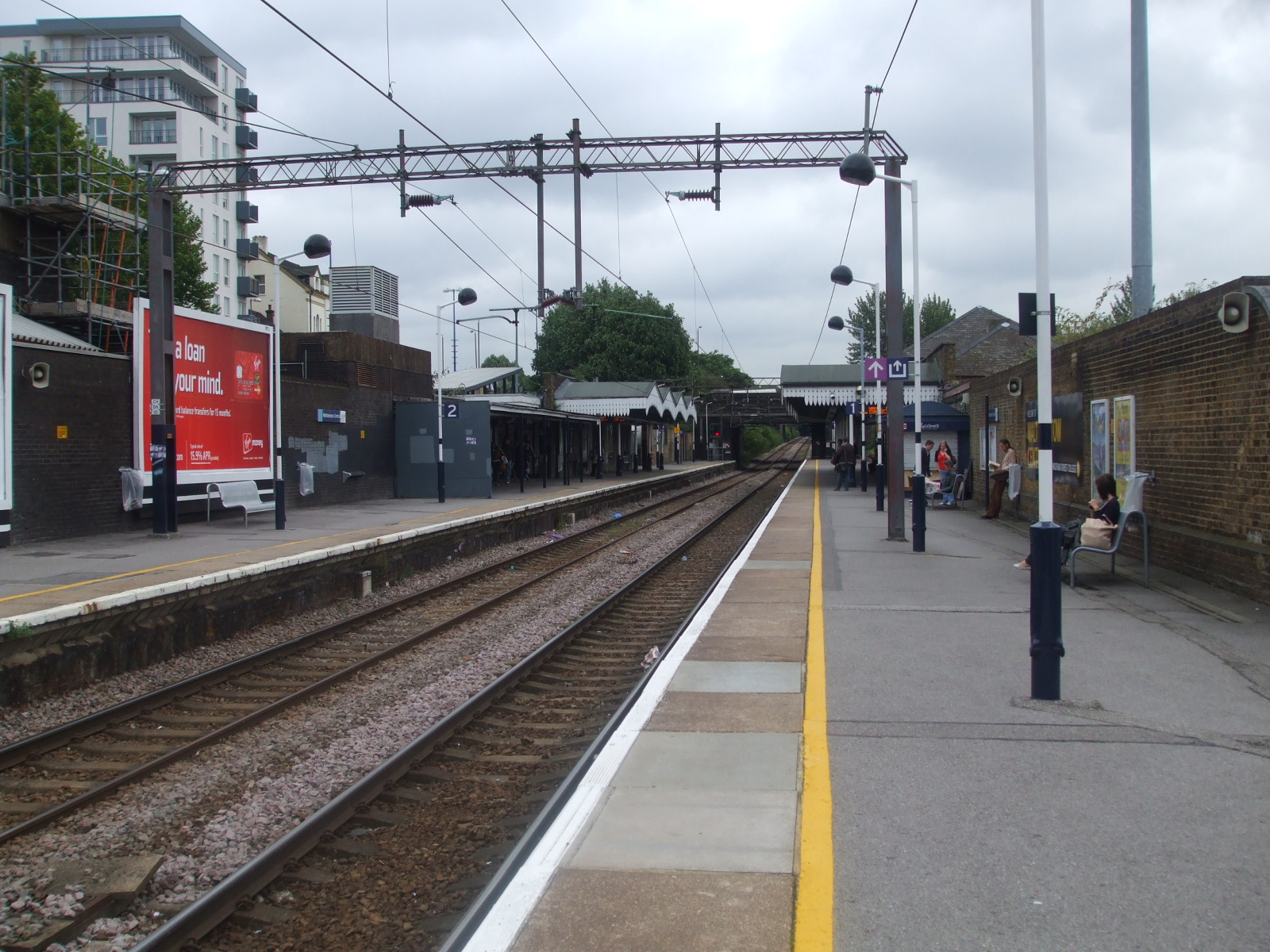
Platforms looking eastwards
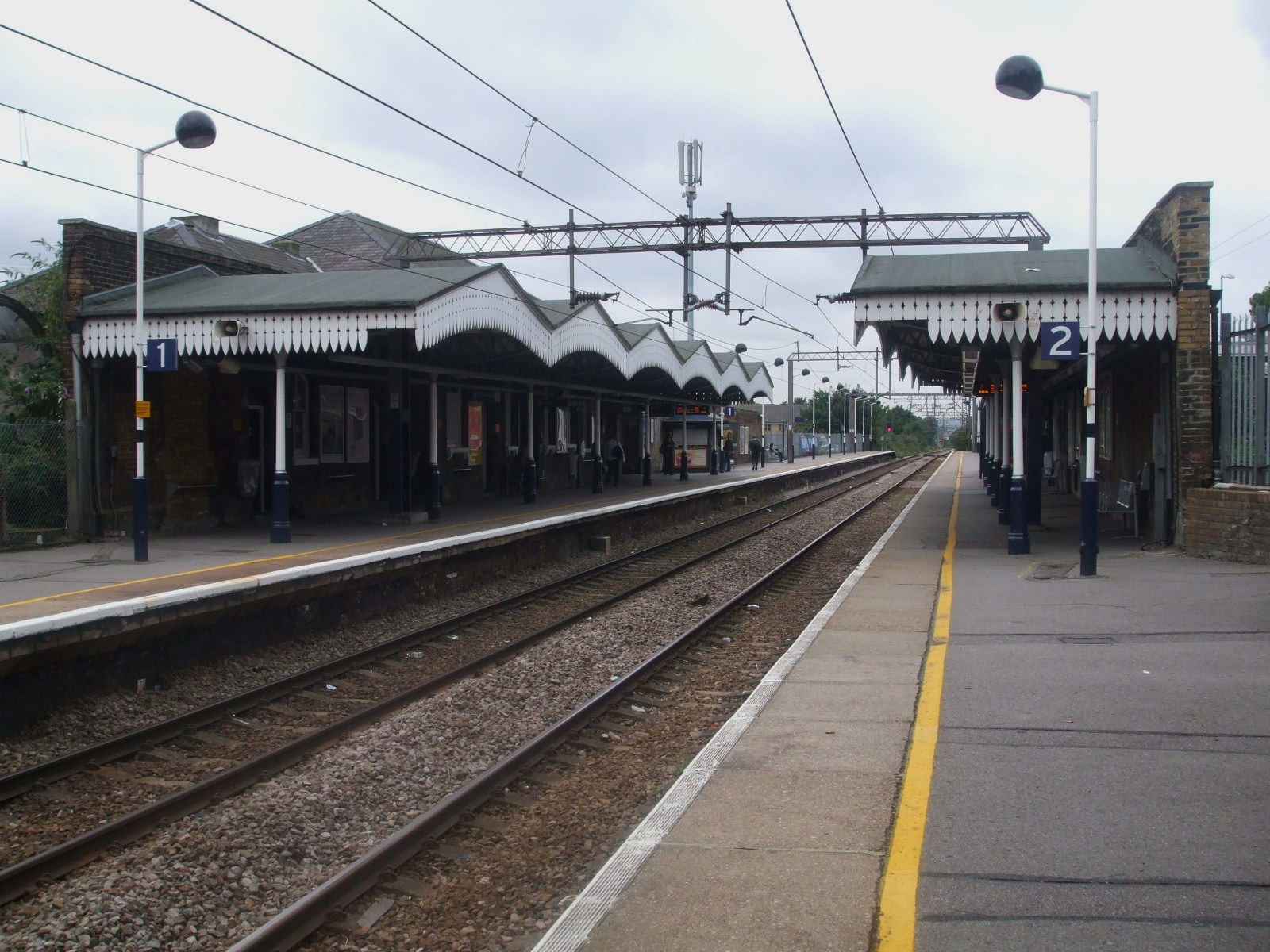
Platforms looking westwards
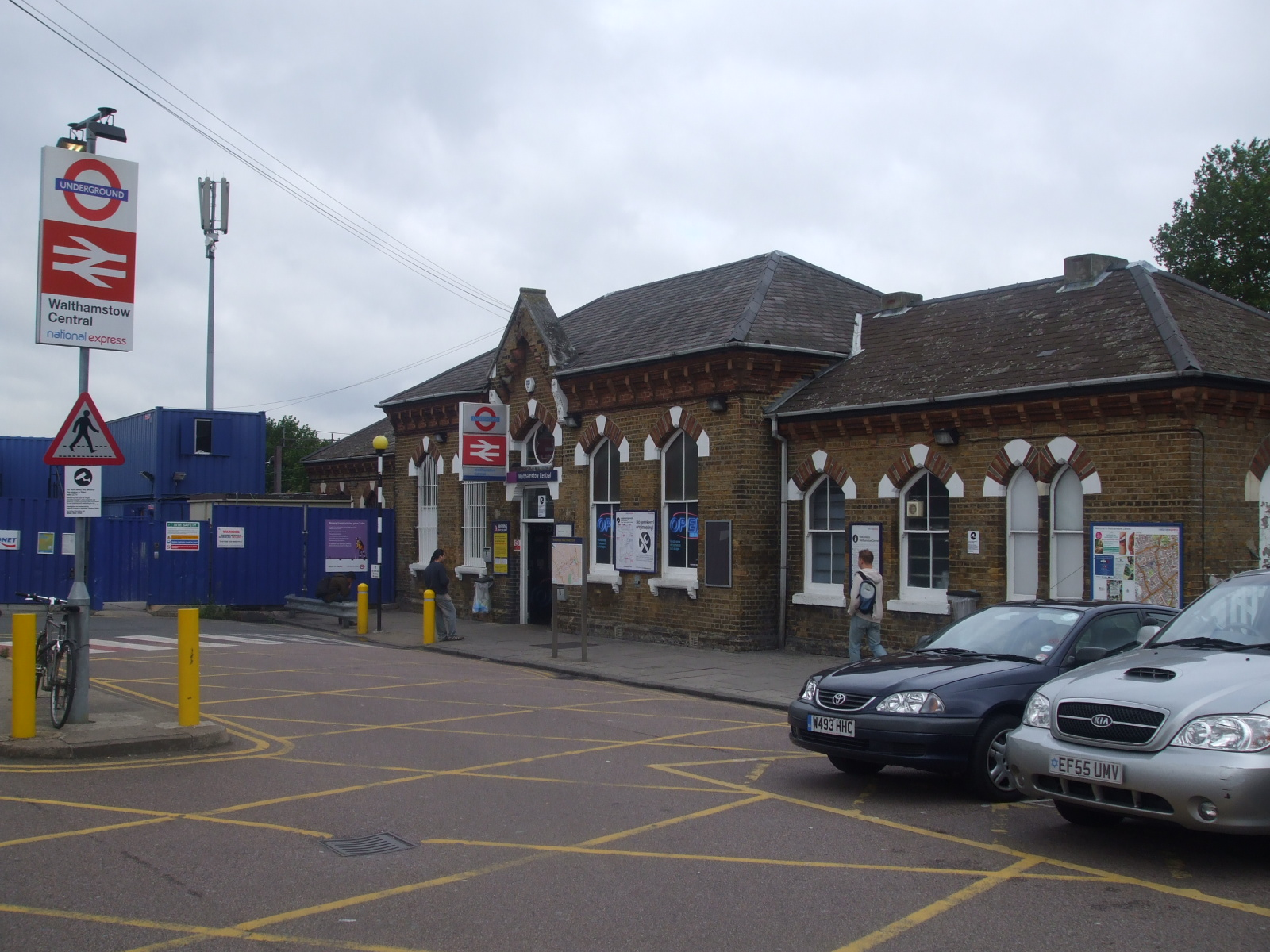
Original station building on the London-bound side